# Naoya Kikuchi
Naoya Kikuchi (菊地 直哉, Kikuchi Naoya, Shizuoka, 24 november 1984) is een Japans voormalig voetballer die als verdediger speelde.
Hij heeft in het verleden stages gelopen bij Europese topclubs als Feyenoord en Arsenal, maar het is hem nog niet gelukt een contract te krijgen bij een topclub buiten Japan.
Op 13 juni 2007 werd Kikuchi gearresteerd op verdenking van het hebben van seks met een minderjarig meisje. Hij werd om deze reden ontslagen door zijn toenmalige club Júbilo Iwata. Hij werd bovendien voor één jaar geschorst door de Japanse voetbalbond. Deze schorsing gold niet voor clubs buiten Japan waarop hij een half jaar na zijn ontslag een contract tekende bij het Duitse FC Carl Zeiss Jena.

## Olympische Spelen
Kikuchi vertegenwoordigde zijn vaderland op de Olympische Spelen 2004 in Athene, waar de selectie onder leiding van bondscoach Masakuni Yamamoto in de groepsronde werd uitgeschakeld.

## Statistieken
| Japans voetbalelftal | Japans voetbalelftal | Japans voetbalelftal |
| Jaar                 | Wed.                 | Dlp.                 |
| -------------------- | -------------------- | -------------------- |
| 2010                 | 1                    | 0                    |
| Totaal               | 1                    | 0                    |